# Maredudd ab Owain Glyndŵr
Maredudd ab Owain Glyndŵr était un des fils de Margaret Hanmer et Owain Glyndŵr, un noble gallois ayant mené la révolte des Gallois, prenant le titre de prince de Galles.
À partir de 1412, la santé déclinante d'Owain fait de Maredudd le chef naturel de la guérilla.
En 1416, Maredudd tente un soulèvement avec le soutien de mercenaires écossais. Il rejette la même année un pardon offert par Henri V d'Angleterre pour lui et son père. Peut-être son père était-il alors toujours vivant et ne voulait-il pas accepter de pardon tant qu'il vivait. Les historiens interprètent cependant ce pardon comme un signe que les Anglais savaient qu'Owain était décédé.
Maredudd accepta finalement le pardon d'Henri V en 1421.
Maredudd servit ensuite Henri V en France. On perd sa trace par la suite.